# Szamszu
Szamszu (hangul: 삼수군, Szamszu-kun, handzsa: 三水郡, RR: Samsu-kun, ’három víz’) megye Észak-Koreában, Rjanggang (Ryanggang) tartományban.
2016 január elején egy Kim Dzsongun (Kim Jong-un)t szidalmazó feliratot ('김정은 개새끼') találtak Phoszong vasútállomáson Kim Ir Szen (Kim Il-Sung) portréja alatt.

## Földrajza
Északról a Jalu (Yalu), nyugatról Kim Dzsongszuk (Kim Jong-suk) megye, keletről Hjeszan (Hyesan) város, illetve Kapszan (Kapsan) megye, délről pedig Phungszo (P'ungsŏ) megye határolja. Legmagasabb pontja a 2231 méter magas Pekszan (백산, Paeksan).

## Közigazgatása
1 községből (up (ŭp)) 23 faluból (ri (ri)) és 1 munkásnegyedből (rodongdzsagu (rodongjagu)) áll:
| - Unhung-up (삼수읍; 三水邑, Unhŭng-ŭp) - Kalljong-ri (간령리; 間嶺里, Kallyŏng-ri) - Keunszong-ri (개운성리; 開雲城里, Kaeunsŏng-ri) - Kvandong-ri (관동리; 館洞里, Kwandong-ri) - Kvanszo-ri (관서리; 館西里, Kwansŏ-ri) - Kvanphjong-ri (관평리; 館坪里, Kwanp'yŏng-ri) - Kvanhung-ri (관흥리; 館興里, Kwanhŭng-ri) - Kvangszeng-ri (광생리; 光生里, Kwansaeng-ri) - Tongszu-ri (동수리; 東水里, Tongsu-ri) - Rjongszong-ri (령성리; 嶺城里, Ryŏngsŏng-ri) - Rjongboktong-ri (룡복동리; 龍伏洞里, Ryongboktong-ri) - Palljonggi-ri (반룡기리; 盤龍基里, Pallyonggi-ri) - Ponpho-ri (번포리; 番浦里, Pŏnp'o-ri) - Szamgok-ri (삼곡리; 三谷里, Samgok-ri) - Sinjang-ri (신양리; 新陽里, Sinyang-ri) - Sindzson-ri (신전리; 新田里, Sinjŏn-ri) - Simphodong-ri (심포동리; 深浦洞里, Simp'odong-ri) - Vondong-ri (원동리; 院東里, Wondong-ri) - Ildzsabong-ri (일자봉리; 一字峯里, Iljabong-ri) - Csungphjongdzsang-ri (중평장리; 中坪場里, Chungp'yŏngjang-ri) - Cshonnam-ri (천남리; 川南里, Ch'ŏnnam-ri) - Cshongszu-ri (청수리; 淸水里, Ch'ŏngsu-ri) - Phungdok-ri (풍덕리; 豊德里, P'ungdŏk-ri) - Högol-ri (회골리; 灰골里, Hoegol-ri) - Phoszong-rodongdzsagu (포성로동자구; 抱城勞動者區, P'osŏng-rodongjagu) |

## Gazdaság
A megye gazdasága nagyrészt erdőgazdálkodásra alapszik. Főbb termékei: textil, élelmiszer, földművelési munkaeszközök. Szamszu (Samsu) területének megközelítőleg 9%-a termőföld, itt kukoricát, kínai kelt, jégcsapretket, illetve gabonaféléket termesztenek. Előfordul még az állattenyésztés (sertés, juh, kecske).

## Oktatás
Szamszu (Samsu) 19 középiskolának és 29 általános iskolának ad otthont. Itt található továbbá a Szamszu (Samsu) Mezőgazdasági Főiskola is.

## Egészségügy
A megye saját kórházzal rendelkezik.

## Közlekedés
Szamszu (Samsu) megyét a Manpho cshongnjon (Manp'o ch'ŏngnyŏn) vasútvonal révén, illetve közutakon lehet megközelíteni.